# Santana (album)
Santana – debiutancki album grupy rockowej Santana.
W 2003 album został sklasyfikowany na 150. miejscu listy 500 albumów wszech czasów magazynu Rolling Stone.

## Lista utworów
Opracowano na podstawie materiału źródłowego.
| 1. | "Waiting" (Santana Band)             | 4:03  |
|    |                                      |       |
| 2. | "Evil Ways" (J. Zack)                | 3:54  |
|    |                                      |       |
| 3. | "Shades Of Time" (Santana Band)      | 3:14  |
|    |                                      |       |
| 4. | "Savor" (Santana Band)               | 2:47  |
|    |                                      |       |
| 5. | "Jingo" (A. Copland)                 | 4:21  |
|    |                                      |       |
| 6. | "Persuasion" (Santana Band)          | 2:33  |
|    |                                      |       |
| 7. | "Treat" (Santana Band)               | 4:43  |
|    |                                      |       |
| 8. | "You Just Don’t Care" (Santana Band) | 4:34  |
|    |                                      |       |
| 9. | "Soul Sacrifice" (Santana Band)      | 6:37  |
|    |                                      |       |
|    |                                      | 36:46 |
|    |                                      |       |

## Twórcy
Opracowano na podstawie materiału źródłowego.
- Carlos Santana – gitara, wokal
- Gregg Rolie – organy, pianio, wokal
- David Brown – gitara basowa
- Michael Shrieve – perkusja
- Michael Carabello – konga, instrumenty perkusyjne
- Jose 'Chepito' Areas – konga, instrumenty perkusyjne

## Listy sprzedaży
| Lista           | Kraj              | Pozycja |
| --------------- | ----------------- | ------- |
| Billboard 200   | Stany Zjednoczone | 4       |
| ARIA Charts     | Australia         | 14      |
| UK Albums Chart | Wielka Brytania   | 26      |